# Камиллианцы
Камиллиа́нцы, Орден регулярных клириков — служителей больных  (лат.  Ordo Clericorum Regularium Ministrantium Infirmis, MI) — монашеский орден Римско-католической церкви, основанный в 1584 году святым Камиллом де Леллисом в Риме.

## Организация
В 2014 году в ордене состояли 1134 монахов, из них 678 священников. Ордену принадлежат 174 обители.
Деятельность ордена направлена исключительно на медицинскую помощь больным и социальную помощь неблагополучным слоям населения. Камиллианцы работают при больницах, в том числе принадлежащих ордену, хосписах, приютах. На протяжении истории камиллианцы также оказывали помощь раненым на полях сражений. В Риме орденом основан Международный институт пастырского богословия и охраны здоровья. При ордене существует Камиллианская служба социальной помощи, помогающая бездомным и неимущим.
Одеяние камиллианцев чёрного цвета с нашитым на него красным крестом.

## История

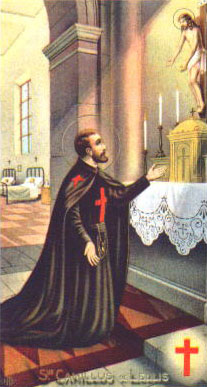
Св. Камилл де Леллис в одеянии монаха-камиллианца

Святой Камилл де Леллис первоначально создал общество помощи больным. Через два года после основания правила Общества служения больным были утверждены папой римским Сикстом V, а в 1591 году папа Григорий XIV возвёл общество в статус монашеского ордена. Камиллианцы наряду с тремя традиционными монашескими обетами давали четвёртый — обет служения больным. В том же году Камилл де Леллис принял торжественные обеты вместе с 25 коллегами и стал первым настоятелем ордена.
Первые сто лет братья ордена работали лишь в больницах Италии. Прославились они тем, что не отказывались ухаживать даже за больными смертельно опасными болезнями во время эпидемий. Камиллианцы также ухаживали за безнадёжно больными, стараясь утешить их и облегчить муки, что принесло им народное прозвище «отцы благой смерти». В 1614 году орден насчитывал 299 монахов в 17 монастырях. В 1693 году была основана провинция камиллианцев в Испании, а в XVIII веке их деятельность распространилась на Новый Свет.
Во времена Наполеона камиллианцы были запрещены, однако после его падения деятельность ордена была возобновлена. В XIX веке камиллианцы несли служение почти во всех странах Европы, в Азии, Африке и Америке. Более 200 камиллианцев погибли от заразных болезней и пуль на полях сражений, где они оказывали помощь раненым.

## Женская ветвь
Существуют две женские конгрегации, связанные с орденом камиллианцев — Конгрегация дочерей св. Камилла, основанная в 1892 году (798 монахинь в 2002 году) и Конгрегация служительниц больных св. Камилла, основанная в 1841 году (302 монахини в 2002 году)